# Перелік персоналу WWE
WWE — американська промоутерська компанія з професійного реслінгу зі штаб-квартирою в Стемфорді, штат Коннектикут. Вона належить і управляється TKO Group Holdings, мажоритарною дочірньою компанією Endeavor Group Holdings. Персонал WWE складається з професійних реслерів, менеджерів, коментаторів, ринг-анонсерів, інтерв'юерів, рефері, тренерів, продюсерів, сценаристів та різних інших посад. Тут перераховані реслери головного ростеру, основна телевізійна команда й керівники та члени правління.

## Загальна інформація
Станом на 2024 рік у WWE працює понад 800 штатних працівників, а також укладаються контракти з різними постачальниками послуг. WWE називає своїх працівників «незалежними підрядниками», контракти з виконавцями зазвичай варіюються від короткострокових проектів до багаторічних угод.

### Бренди
З моменту відновлення розділення ростеру на бренди WWE у 2016 році, виконавці прикріплені до одного з двох основних брендів «головного ростеру»: Raw та SmackDown.
Третій бренд, NXT, спочатку був визначений як бренд розвитку реслерів для основного складу. У 2019 році його було підвищено до третього бренду основного складу, але у 2021 році щотижневе телевізійне шоу бренду було перезавантажено як «NXT 2.0», і бренд було повернуто до свого початкового статусу як підрозділ розвитку для основного складу (Raw та SmackDown), хоча з тої пори «жовтий бренд» відмовився від «2.0» у назві.
Виконавці основного складу здебільшого з'являються в щотижневих шоу Monday Night Raw і в Friday Night SmackDown, тоді як реслери, що готуються для появи в основі, з'являються на NXT. З 2025 року, реслери, що проходять підготовку для появи в NXT, беруть участь в шоу WWE Evolve, котре замінило собою NXT: Level Up. У програмі WWE Main Event також періодично з'являються реслери NXT, хоча це переважно додаткове шоу для бренду Raw.
Виконавці також можуть з'являтися в інших щотижневих телевізійних програмах WWE, а також на платних трансляціях і в нетелевізійних живих виступах.
Персонал системи розвитку WWE додатково приписаний до тренувань у Навчальному центрі WWE в Орландо, штат Флорида. Британські реслери, що готуються до дебюту в основі чи NXT, тренуються в британському Навчальному Центрі WWE у Лондоні, Англія.

### Чемпіонські титули
Бренди мають власні окремі чемпіонські титули, але деякі не розділені між різними брендами, як-от командне чемпіонство WWE серед жінок і Чемпіонство WWE Speed.

## Головний ростер

### Raw

#### Чоловічий дивізіон

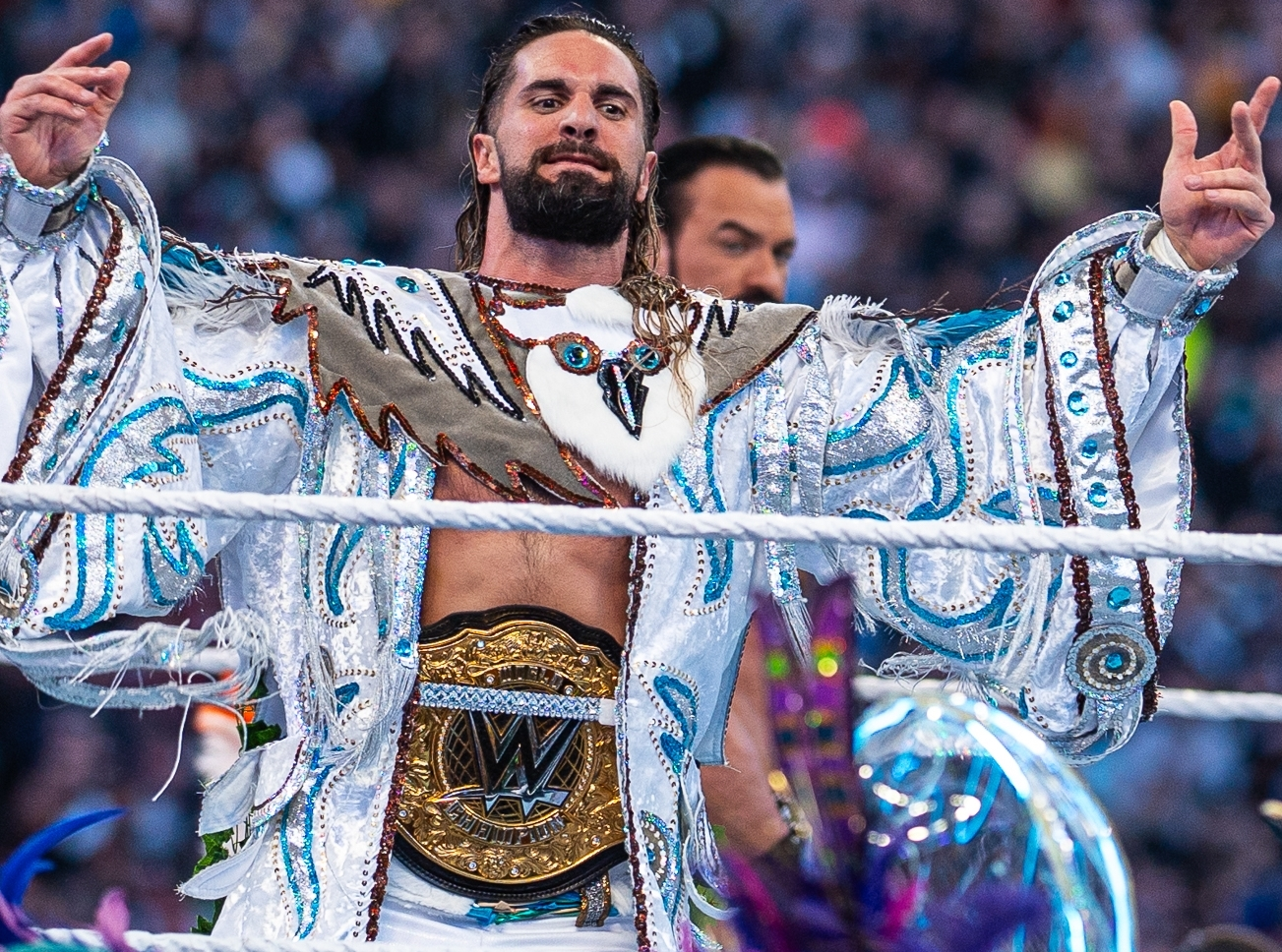
Сет Роллінс

Домінік Містеріо

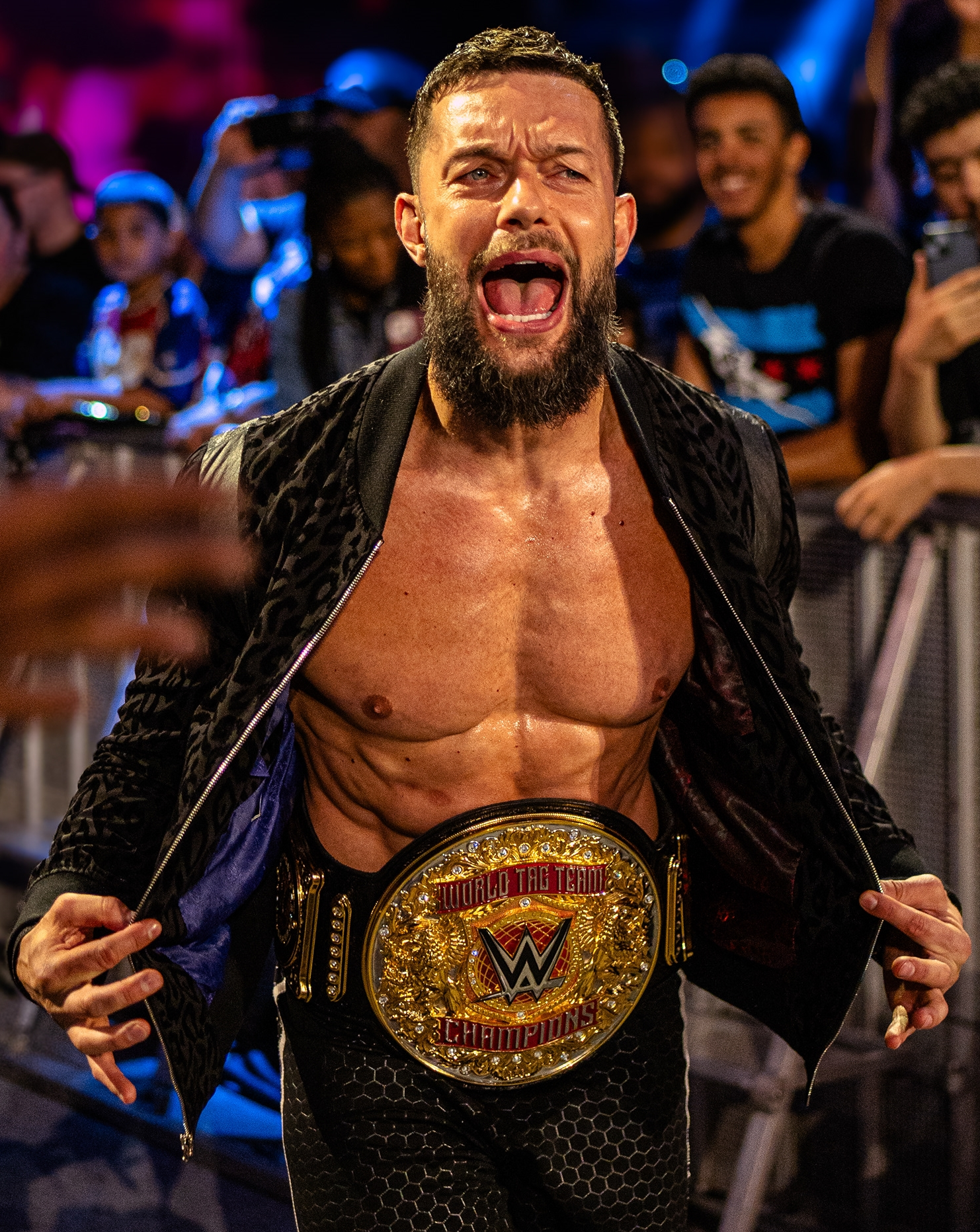
Фінн Балор

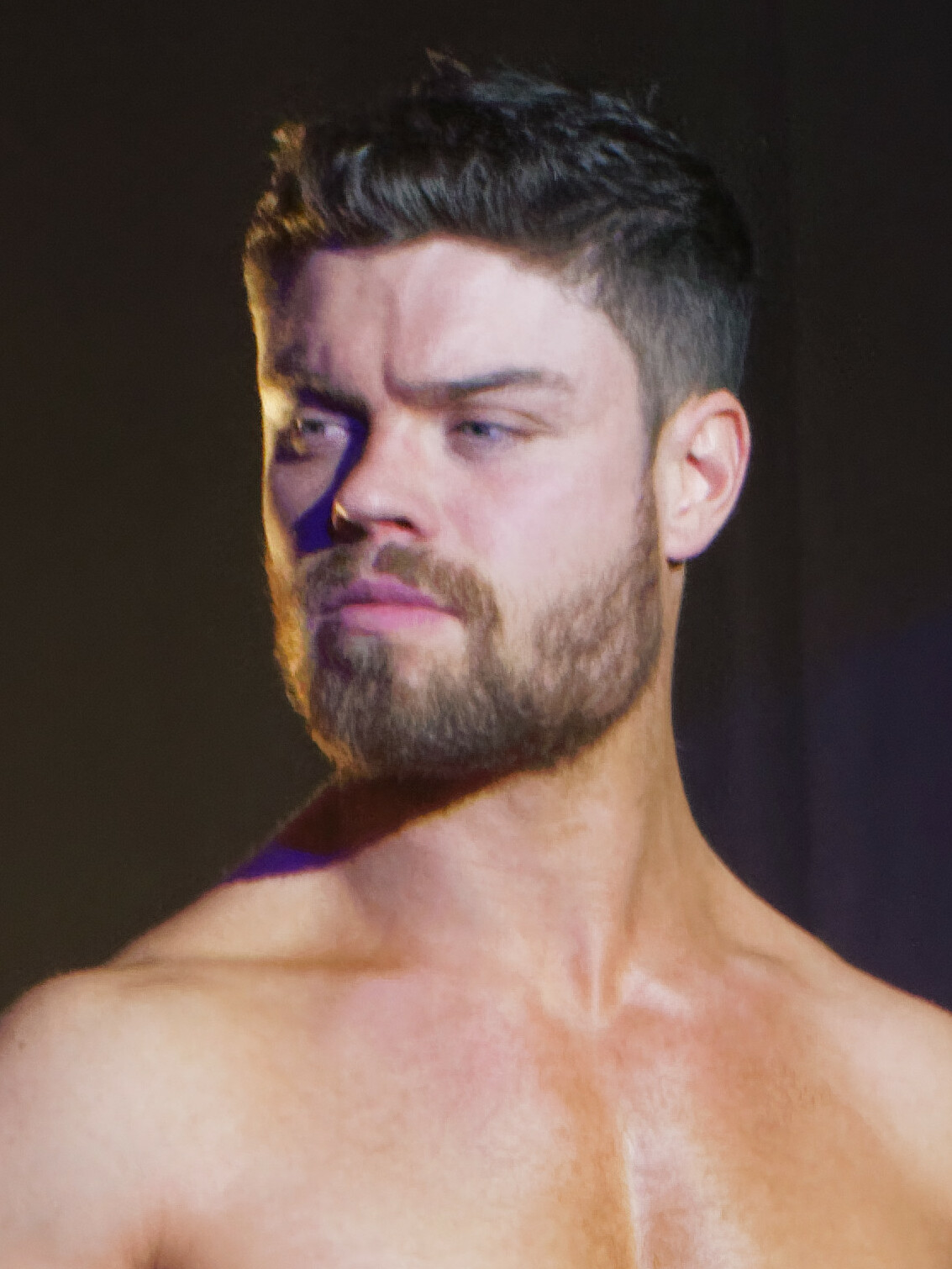
Джей Ді МакДона

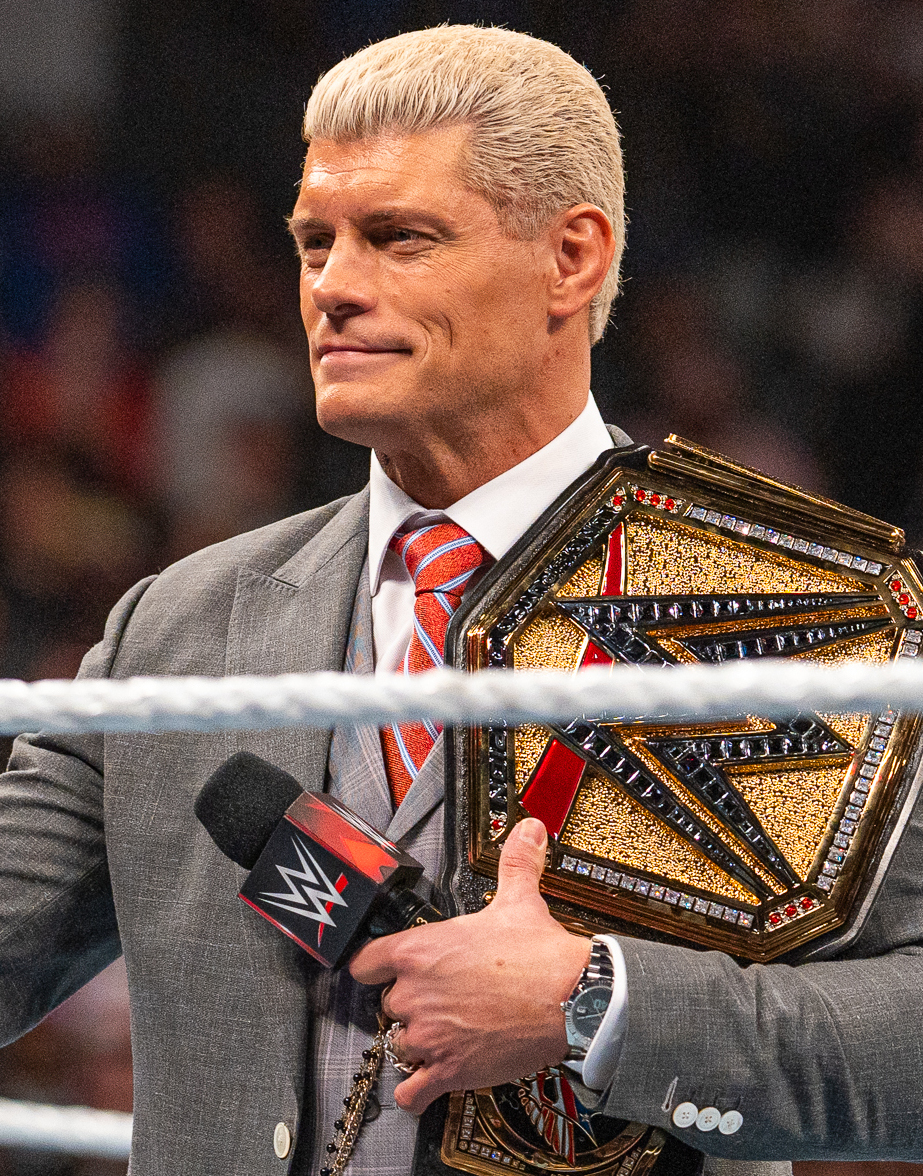
Коді Роудс

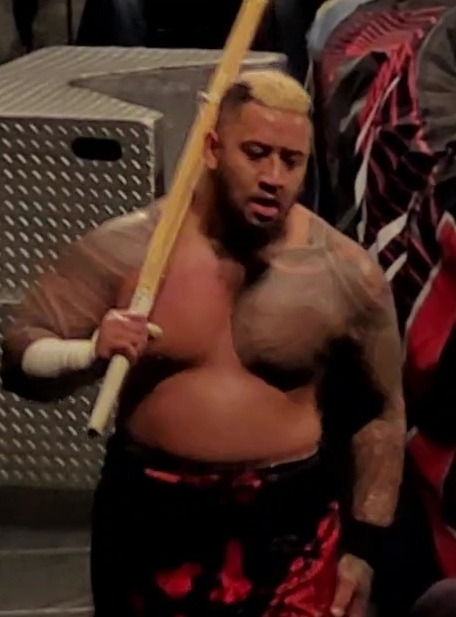
Соло Сікоа

The Wyatt Sicks (зліва направо) - Джо Ґейсі, Ерік Роуен, Дядько Хауді, Декстер Люміс й Ніккі Кросс

| Ім'я на ринзі    | Справжнє ім'я       | Примітки                                              |
| ---------------- | ------------------- | ----------------------------------------------------- |
| Айвар            | Тодд Сміт           |                                                       |
| Акіра Тозава     | Акіра Тозава        |                                                       |
| Брон Брейккер    | Бронсон Рехштайнер  |                                                       |
| Бронсон Рід      | Джермейн Гейлі      |                                                       |
| Брутус Крід      | Дрю Каспер          |                                                       |
| Грейсон Воллер   | Меттью Фарреллі     |                                                       |
| Гюнтер           | Вальтер Хан         |                                                       |
| Джей Ді МакДона  | Джордан Девлін      | Командний чемпіон світу                               |
| Джей Усо         | Джошуа Фату         |                                                       |
| Джуліус Крід     | Джейкоб Каспер      |                                                       |
| Домінік Містеріо | Домінік Ґутьєррес   | Інтерконтинентальний чемпіон Неактивний; травма ребра |
| Дрегон Лі        | Нерозкрите          |                                                       |
| Ей Джей Стайлз   | Аллен Джонс         |                                                       |
| Ерік             | Реймонд Роу старший |                                                       |
| Ілья Драгунов    | Ілля Рукобер        | Неактивний; розрив хрестоподібної зв'язки             |
| Карріон Кросс    | Кевін Кесар         |                                                       |
| Кофі Кінгстон    | Кофі Саркоді-Менс   |                                                       |
| Круз Дель Торо   | Рауль Мендоса       |                                                       |
| Ксав'є Вудс      | Остін Вотсон        |                                                       |
| Логан Пол        | Логан Пол           |                                                       |
| Людвіг Кайзер    | Марсель Бартель     | Чемпіон WWE Speed (в образі Ель Гранде Американо)     |
| Остін Тіорі      | Остін Вайт          |                                                       |
| Отіс             | Нікола Богоєвіч     | Неактивний; невідома травма                           |
| Пента            | Нерозкрите          |                                                       |
| Піт Данн         | Пітер Інґланд       | Продюсер WWE Speed                                    |
| Рей Містеріо     | Оскар Ґутьєррес     | Член Зали Слави WWE Неактивний; розрив паху           |
| Русев            | Мірослав Барняшев   | [ 49 ]                                                |
| Семі Зейн        | Рамі Себей          |                                                       |
| Сет Роллінс      | Колбі Лопез         | Чемпіон світу у важкій вазі                           |
| Сі Ем Панк       | Філіп Брукс         |                                                       |
| Тайлер Бейт      | Тайлер Бейт         |                                                       |
| Фінн Балор       | Ферґал Девітт       | Командний чемпіон світу                               |
| Хоакін Уайльд    | Майкл Періс         |                                                       |
| Чад Ґейбл        | Чарльз Беттс        | Неактивний; невідома травма                           |
| Шеймус           | Стівен Фарреллі     |                                                       |

#### Жіночий дивізіон

Наомі

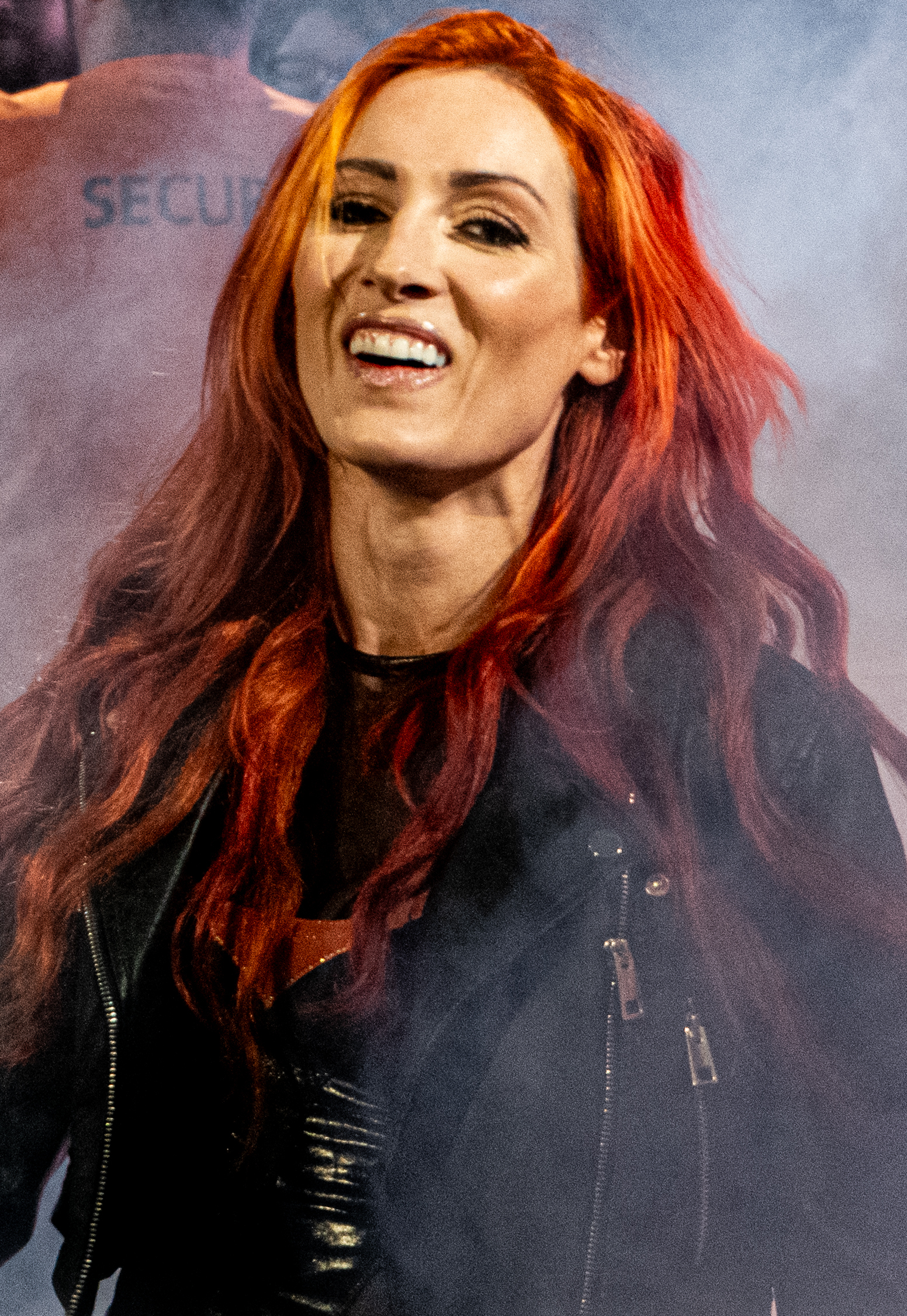
Беккі Лінч

Тіффані Страттон

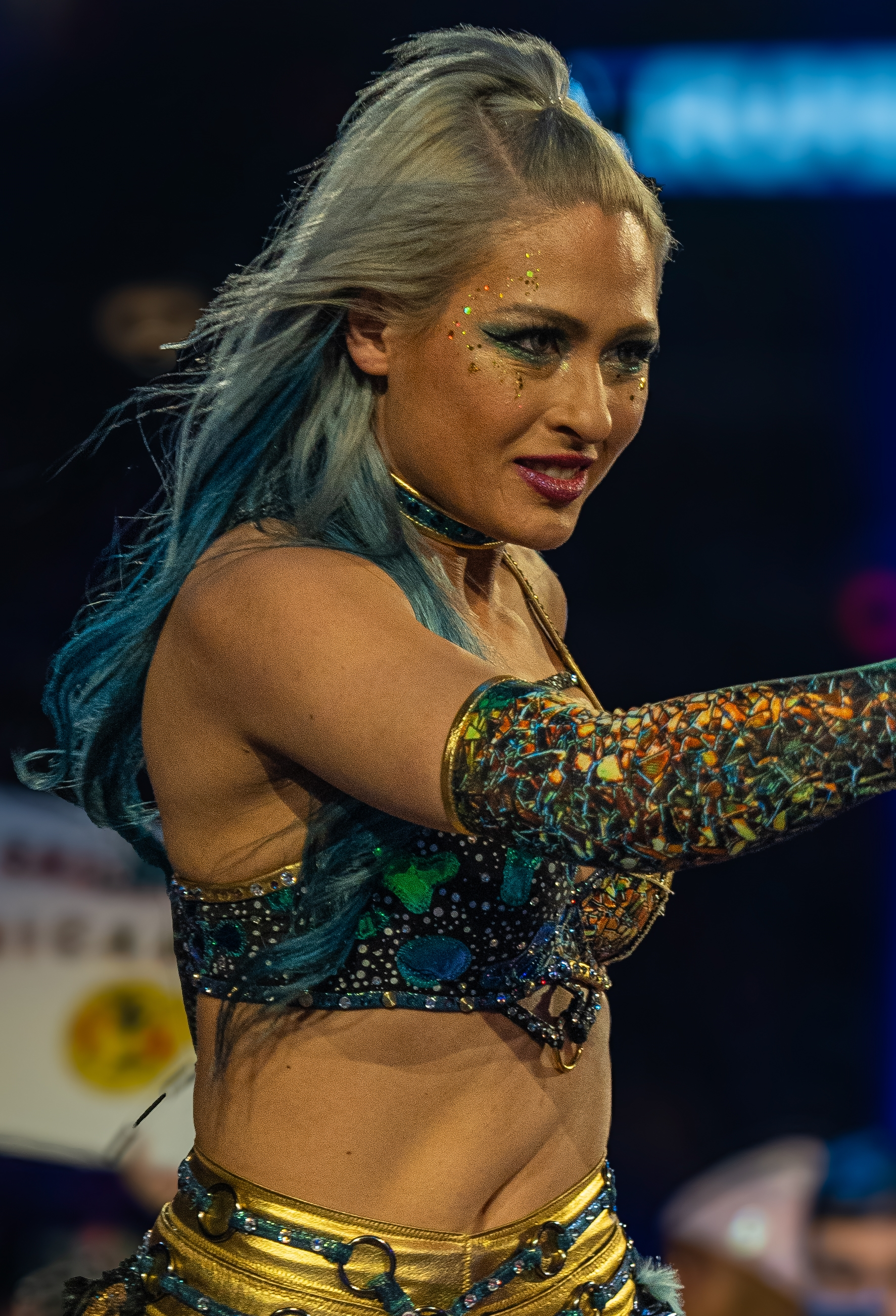
Джулія

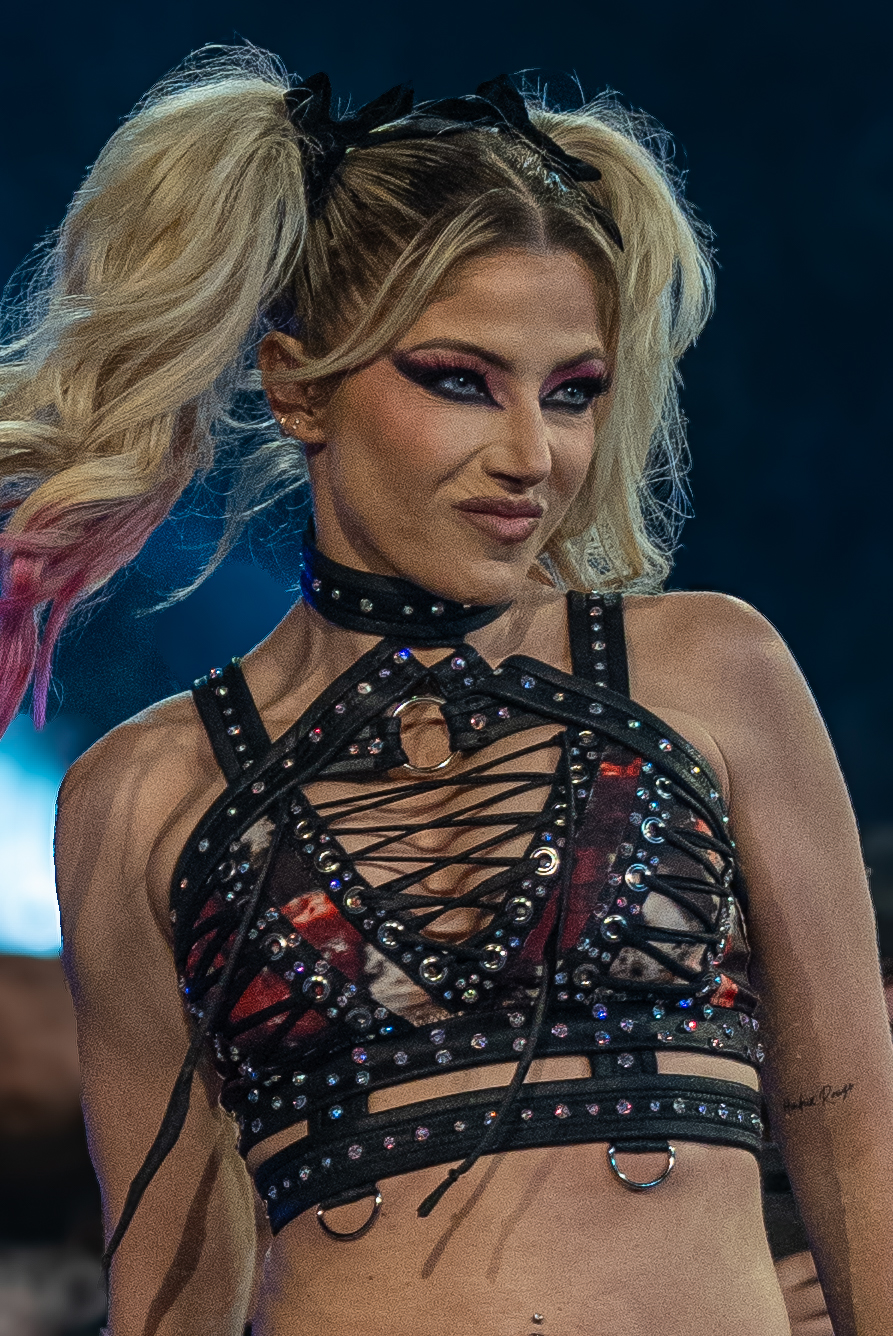
Алекса Блісс

Шарлотт Флер

| Ім'я на ринзі   | Справжнє ім'я          | Примітки                                               |
| --------------- | ---------------------- | ------------------------------------------------------ |
| Айві Найл       | Емілі Андзуліс         |                                                        |
| Аска            | Канако Ураї            |                                                        |
| Бейлі           | Памела Мартінез        |                                                        |
| Беккі Лінч      | Ребекка Квін           | Інтерконтинентальний чемпіон серед жінок               |
| Зої Старк       | Тереза Серрано         | Неактивна; травма коліна                               |
| Ійо Скай        | Масамі Одате           |                                                        |
| Кайрі Сейн      | Каорі Хосако           |                                                        |
| Кіана Джеймс    | Кайла Клінгенсміт      | Неактивна; травма ноги                                 |
| Лайра Валькірія | Іфа К'юсак             |                                                        |
| Лів Морган      | Джіона Даддіо          | Чемпіон Crown Jewel серед жінок Неактивна; вивих плеча |
| Максін Дюпрі    | Сідні Змрзель          |                                                        |
| Наомі           | Трініті Фату           | Чемпіон світу серед жінок                              |
| Наталья         | Наталі Нейдхарт-Вілсон |                                                        |
| Ракель Родрігес | Вікторія Гонсалес      |                                                        |
| Рія Ріплі       | Демі Беннетт           |                                                        |
| Роксанн Перес   | Карла Гонсалес         |                                                        |
| Скарлетт        | Елізабет Чіхайя Кесар  |                                                        |
| Стефані Вакер   | Ана Вакер Гонсалес     |                                                        |

#### Інший ефірний персонал
| Ім'я на ринзі | Справжнє ім'я | Примітки                                                                      |
| ------------- | ------------- | ----------------------------------------------------------------------------- |
| Адам Пірс     | Адам Пірс     | Головний менеджер Директор подій наживо Продюсер                              |
| Пол Гейман    | Пол Гейман    | Член Зали Слави WWE Менеджер Сета Роллінса та Брона Брейккера й Бронсона Ріда |

### SmackDown

#### Чоловічий дивізіон
| Ім'я на ринзі    | Справжнє ім'я               | Примітки                                      |
| ---------------- | --------------------------- | --------------------------------------------- |
| Аксіом           | Карлос Руїс                 |                                               |
| Алекс Шеллі      | Патрік Мартін               |                                               |
| Алістер Блек     | Том Бюдген                  |                                               |
| Анджело Докінз   | Ґері Ґордон                 |                                               |
| Андраде          | Мануель Андраде Оропеза     |                                               |
| Анхель           | Умберто Ганза Солано        |                                               |
| Аполло Крюс      | Сесу Юха                    | Неактивний; розрив грудної клітки             |
| Берто            | Умберто Ганза Каррільйо     |                                               |
| Декстер Люміс    | Семюель Шоу                 | Командний чемпіон WWE                         |
| Деміан Пріст     | Луїс Мартінес               |                                               |
| Джей Сі Матео    | Джеффрі Кобб                |                                               |
| Джейкоб Фату     | Джейкоб Фату                |                                               |
| Джиммі Усо       | Джонатан Фату               |                                               |
| Джо Ґейсі        | Джозеф Рубі                 | Командний чемпіон WWE                         |
| Джон Сіна        | Джон Сіна                   |                                               |
| Джонні Гаргано   | Джон Гаргано                |                                               |
| Дрю МакІнтайр    | Ендрю Галловей IV           |                                               |
| Дядько Хауді     | Тейлор Ротунда              |                                               |
| Ел Ей Найт       | Шон Рікер                   |                                               |
| Елтон Прінс      | Льюїс Хоулі                 | Неактивний; невідома травма                   |
| Ерік Роуен       | Джозеф Рууд                 |                                               |
| Кармело Хейз     | Крістіан Брігем             |                                               |
| Кевін Оуенс      | Кевін Стін                  | Неактивний; травма шиї                        |
| Кіт Вілсон       | Сем Стокер                  |                                               |
| Коді Роудс       | Коді Раннелс Роудс          | Беззаперечний чемпіон WWE Чемпіон Crown Jewel |
| Кріс Сейбін      | Джошуа Гартер               |                                               |
| Міз              | Майкл Мізанін               |                                               |
| Монтез Форд      | Кеннет Кроуфорд             |                                               |
| Нейтан Фрейзер   | Бенджамін Тіммс             |                                               |
| Рей Фенікс       | Нерозкрите                  |                                               |
| Ренді Ортон      | Рендал Ортон                |                                               |
| Роман Рейнс      | Літі Джозеф Аноа'й          |                                               |
| Рон Кіллінгс     | Рон Кіллінгс                |                                               |
| Сантос Ескобар   | Хорхе Алькантар Боллі       |                                               |
| Соло Сікоа       | Джозеф Фату                 | Чемпіон Сполучених Штатів                     |
| Талла Тонга      | Таутуякі Таула Колоаматангі |                                               |
| Тама Тонга       | Аліпате Алоїзіо Леоне       | Неактивний; невідома травма                   |
| Томмазо Чампа    | Томмазо Вітні               |                                               |
| Тонга Лоа        | Тевіта Фіфіта               |                                               |
| Шінсуке Накамура | Шінсуке Накамура            |                                               |

#### Жіночий дивізіон
| Ім'я на ринзі    | Справжнє ім'я       | Примітки                              |
| ---------------- | ------------------- | ------------------------------------- |
| Алекса Блісс     | Алексіс Кабрера     | Командний чемпіон WWE серед жінок     |
| Альба Файр       | Кейлі Рей           |                                       |
| Бі-Фаб           | Бріана Бренді       |                                       |
| Б'янка Белер     | Б'янка Кроуфорд     |                                       |
| Джейд Каргілл    | Джейд Каргілл       |                                       |
| Джулія           | Еймі Мацудо         | Чемпіон Сполучених Штатів серед жінок |
| Зеліна Вега      | Тея Трінідад Бюджен |                                       |
| Кендіс ЛеРей     | Кендіс Гаргано      |                                       |
| Мічін            | Стефані Лі          |                                       |
| Ная Джакс        | Савеліна Фанін      |                                       |
| Ніккі Кросс      | Нікола Гленкросс    |                                       |
| Пайпер Нівен     | Кімберлі Бенсон     |                                       |
| Тіффані Страттон | Джессіка Войнілко   | Чемпіон WWE серед жінок               |
| Челсі Грін       | Челсі Кардона       |                                       |
| Шарлотт Флер     | Ешлі Флієр          | Командний чемпіон WWE серед жінок     |

#### Інший ефірний персонал
| Ім'я на ринзі | Справжнє ім'я | Примітки                   |
| ------------- | ------------- | -------------------------- |
| Нік Алдіс     | Ніколас Алдіс | Головний менеджер Продюсер |

### Виконавці без бренду
WWE називає таланти головного ростеру, не закріплені за конкретним брендом, «вільними агентами», які можуть з'являтися на будь-якому шоу.

#### Чоловічий дивізіон
| Ім'я на ринзі | Справжнє ім'я      | Примітки |
| ------------- | ------------------ | -------- |
| Брок Леснар   | Брок Леснар        | [ 181 ]  |
| Омос          | Толулопе Омоґбехін |          |

#### Жіночий дивізіон
| Ім'я на ринзі | Справжнє ім'я         | Примітки            |
| ------------- | --------------------- | ------------------- |
| Ніккі Белла   | Стефані Гарсія-Колас  | Член Зали Слави WWE |
| Таміна        | Сарона Снука-Поламалу | [ 187 ]             |

## Телевізійна команда
Наступний розділ стосується дикторів, які висвітлюють трансляції WWE. До цієї групи належать інтерв'юери за лаштунками, ведучі, коментатори біля рингу, диктори на рингу, ведучі перед шоу та аналітики.

### Raw
| Ім'я на ринзі | Справжнє ім'я      | Примітки                                                                        |
| ------------- | ------------------ | ------------------------------------------------------------------------------- |
| Аліша Тейлор  | Аліша Воррінгтон   | Ринг-анонсер                                                                    |
| Кеті Келлі    | Кетрін Келлі       | Інтерв'юер за лаштунками                                                        |

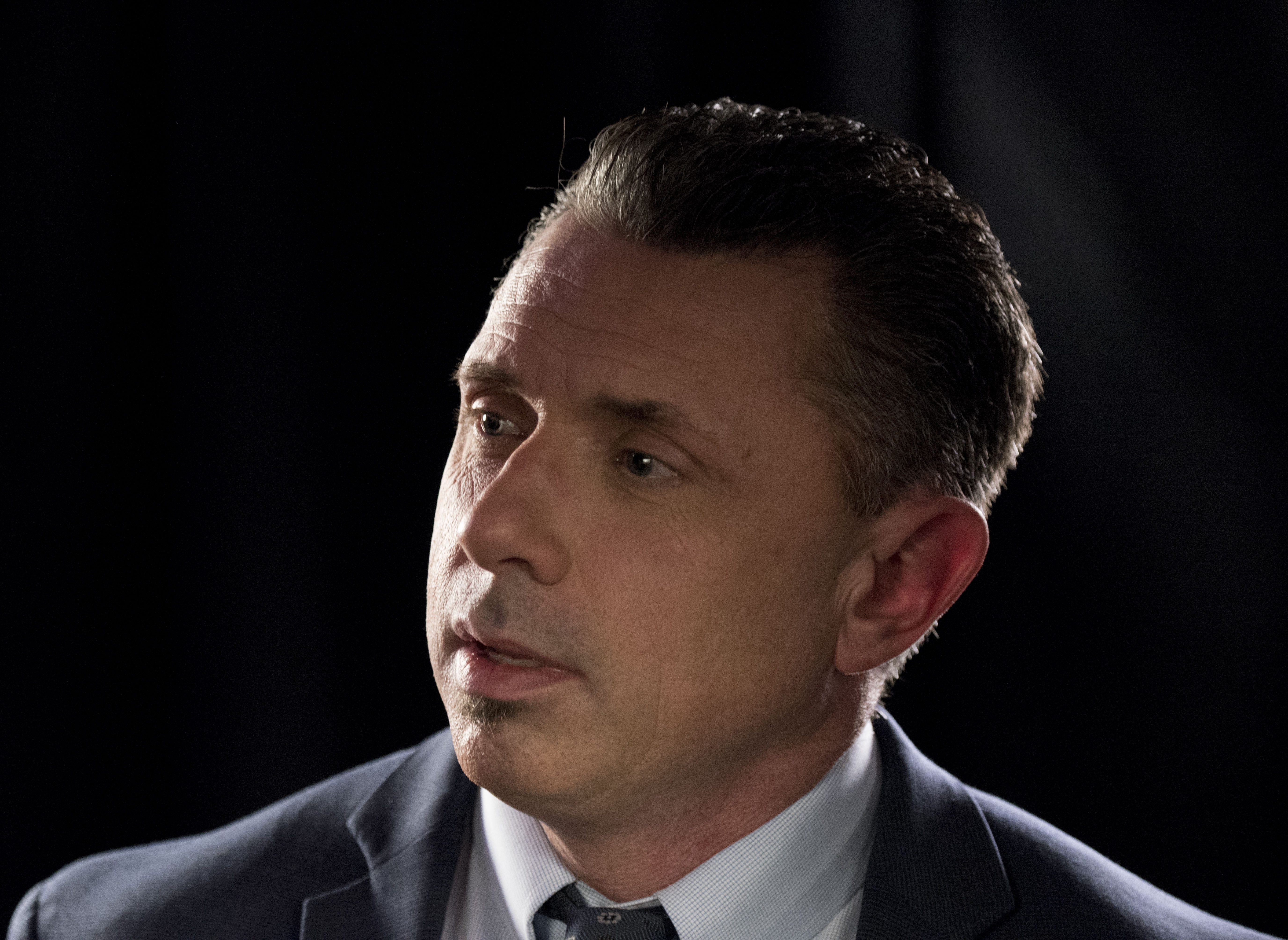
Майкл Коул

| Джекі Редмонд | Джекі Редмонд      | Інтерв'юер за лаштунками Співведуча передпоказових програм для pay-per-view шоу |
| Майкл Коул    | Шон Майкл Култхард | Віце-президент з анонсування Коментатор ходу матчів Коментатор pay-per-view шоу |
| Пет МакАфі    | Патрік МакАфі      | Коментатор                                                                      |

### SmackDown
| Ім'я на ринзі  | Справжнє ім'я    | Примітки                                             |
| -------------- | ---------------- | ---------------------------------------------------- |
| Марк Неш       | Марк Шунок       | Ринг-анонсер                                         |
| Байрон Секстон | Браян Келлі      | Інтерв'юер за лаштунками Коментатор шоу NXT Level Up |
| Джо Тессіторе  | Джозеф Тессіторе | Коментатор ходу матчів                               |

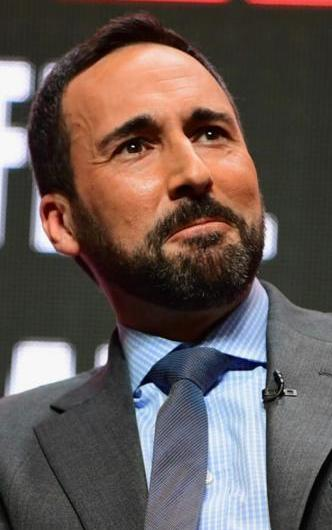
Джо Тессіторе

| Вейд Барретт   | Стюарт Беннетт   | Коментатор Експерт на передшоу до pay-per-view шоу   |

## Корпоративний персонал

### Рада директорів ТКО
| Ім'я                | Представляє | Примітки                                                                |
| ------------------- | ----------- | ----------------------------------------------------------------------- |

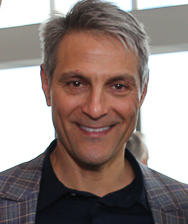
Арі Емануель

| Арі Емануель        | Endeavor    | Головний виконавчий директор і виконавчий директор TKO Group Holdings   |
| Еґон Дурбан         | Endeavor    | Співдиректор Silver Lake Management                                     |
| Нік Хан             | WWE         | Президент WWE                                                           |
| Стів Кунін          | WWE         | Провідний незалежний директор Головний виконавчий директор Атланта Гокс |
| Джонатан Крафт      | Endeavor    | Президент Kraft Group і Нью-Інгленд Петріотс                            |
| Соня Медіна Вільямс | Endeavor    | Президент та Виконавчий Директор Reach Resilience                       |
| Марк Шапіро         | Endeavor    | Президент та Головний Операційний Директор TKO Group Holdings           |
| Керрі А. Вілер      | WWE         | Головний виконавчий директор Opendoor                                   |
| Ненсі Теллем        | Endeavor    | Керівник прес-служби Eko                                                |
| Пітер Байно         | WWE         | Старший Радник DLA Piper                                                |
| Скеля               | WWE         | Співвласник UFL                                                         |
| Бред Кейвелл        | Endeavor    | Виконавчий голова Uptake Technologies                                   |

### Вищий керівний склад

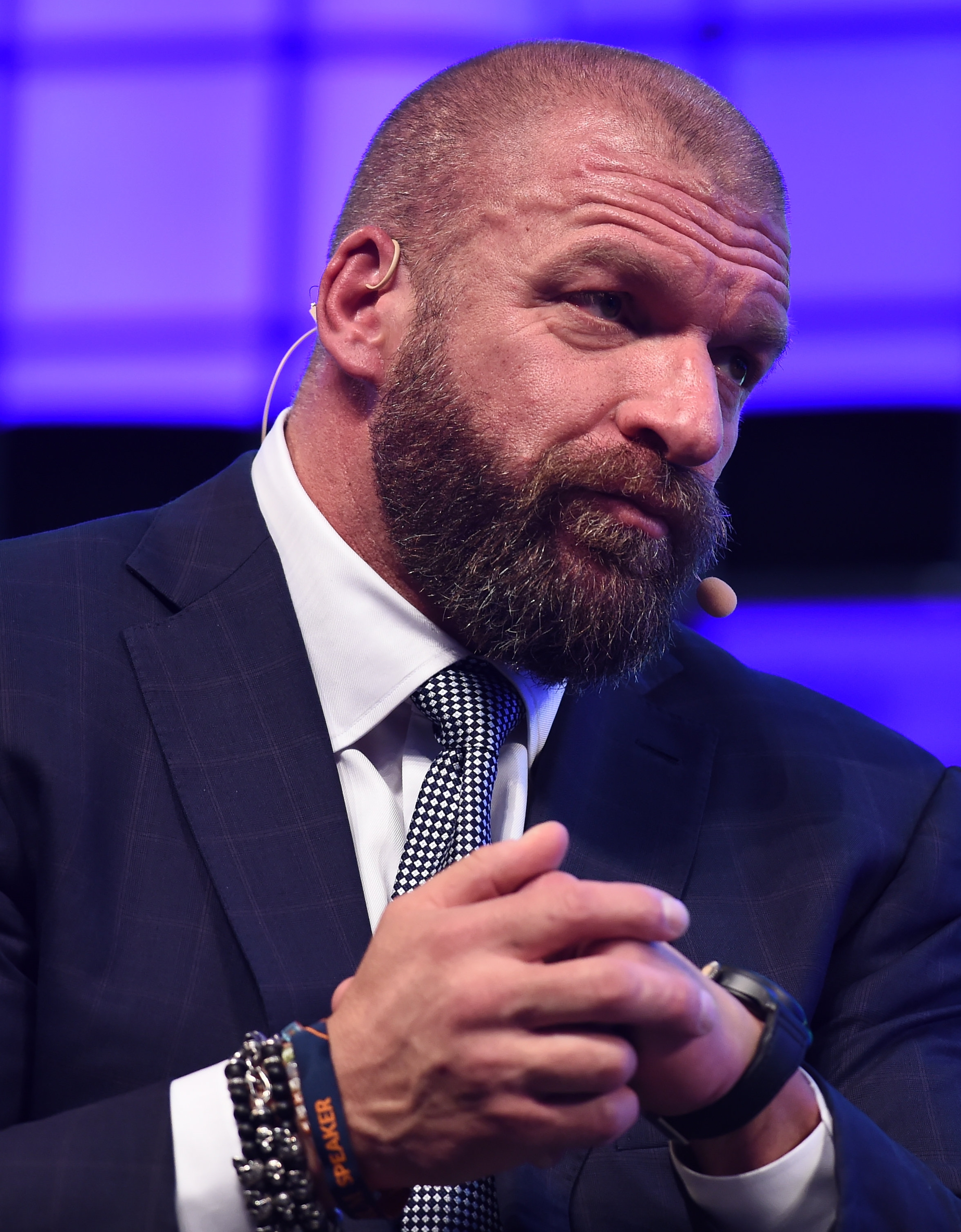
Пол «Тріпл Ейч» Левек

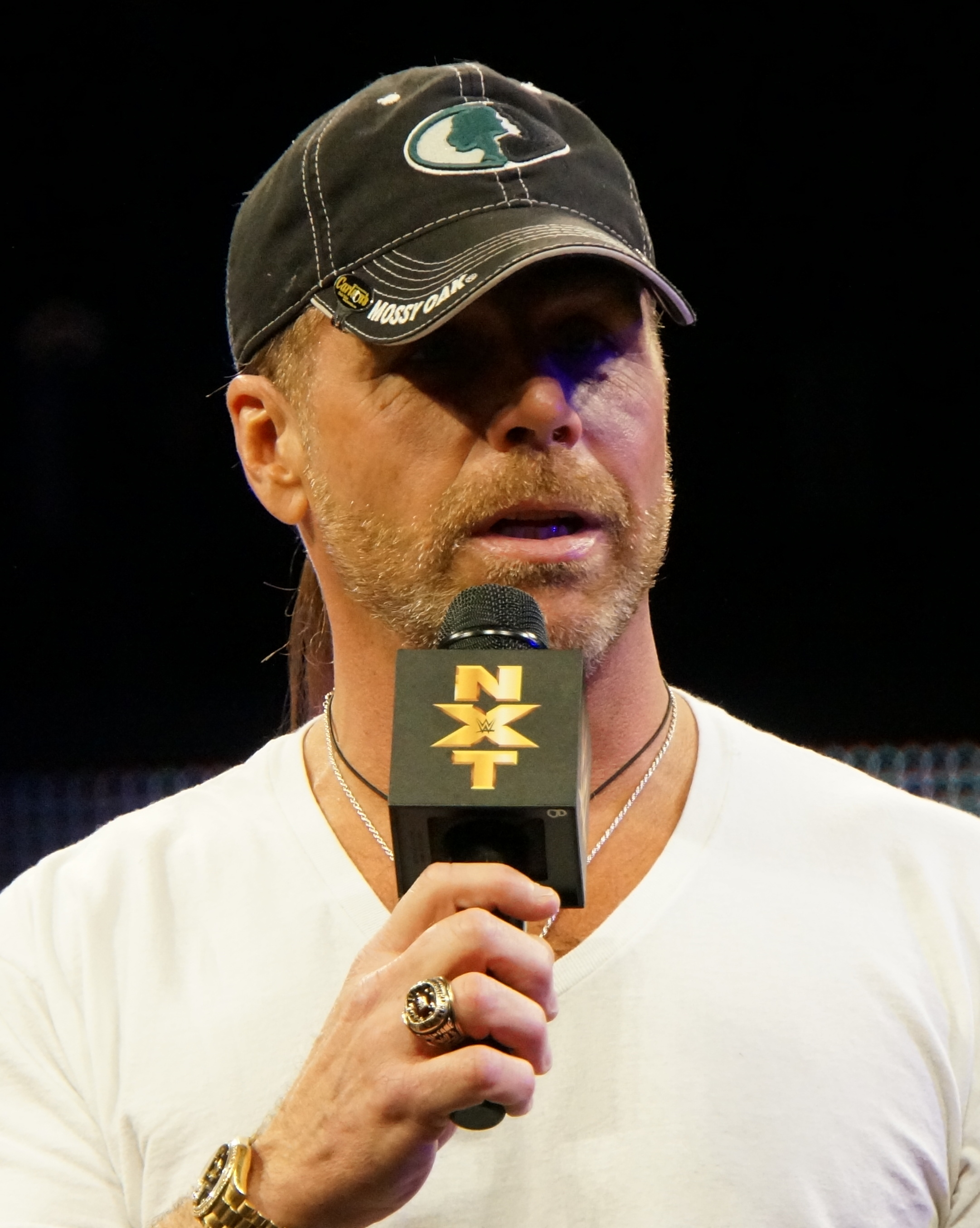
Шон Майклз

| Ім'я                            | Примітки                                                                                        |
| ------------------------------- | ----------------------------------------------------------------------------------------------- |
| Браян Фейдем                    | Віце-президент з лінійного виробництва Провідний продюсер NXT                                   |
| Кріс Леджентіл                  | Виконавчий віце-президент по роботі з талантами Керівник відділу комунікацій                    |
| Джастін Скаліс                  | Виконавчий віце-президент по заходах наживо                                                     |
| Джим Смоллмен (Джеймс Смоллмен) | Міжнародний скаут талантів                                                                      |
| Лі Фіттінг                      | Керівник відділу медіа та продакшену Виконавчий продюсер                                        |
| Моріс Едельсон                  | Виконавчий віце-президент Голова юридичного відділу                                             |
| Раджан Мехта                    | Технічний директор                                                                              |
| Дорожній Пес (Браян Джеймс)     | Старший віце-президент з заходів наживо Провідний сценарист SmackDown Член Зали Слави WWE       |
| Шон Майклз (Майкл Хікенботтом)  | Старший віце-президент із творчого розвитку кадрів Член Зали Слави WWE                          |
| Тріпл Ейч (Пол Левек)           | Головний редактор контенту Керівник креативного відділу Виконавчий продюсер Член Зали Слави WWE |